# Tat'jana Sorina
Tat'jana Andreevna Alëšina coniugata Sorina (in russo Татьяна Андреевна Алёшина-Сорина?; Tjumen', 13 aprile 1994) è una fondista russa, campionessa olimpica nella staffetta a Pechino 2022.

## Biografia
Attiva in gare FIS dal novembre del 2009, la Sorina in Coppa del Mondo ha esordito l'8 marzo 2017 a Drammen (45ª) e ha conquistato il primo podio il 29 novembre 2020 a Kuusamo (2ª); ai Mondiali di Oberstdorf 2021, sua prima presenza iridata, ha vinto la medaglia d'argento nella staffetta e si è classificata 5ª nella 10 km, 9ª nella 30 km, 21ª nella sprint e 8ª nello skiathlon. Il 5 dicembre dello stesso anno ha conquistato a Lillehammer in staffetta la prima vittoria in Coppa del Mondo e ai successivi XXIV Giochi olimpici invernali di Pechino 2022, suo esordio olimpico, ha vinto la medaglia d'oro nella staffetta e si è piazzata 10ª nella 10 km, 5ª nella 30 km e 11ª nello skiathlon.

## Palmarès

### Olimpiadi
- 1 medaglia:
  - 1 oro (staffetta a Pechino 2022)

### Mondiali
- 1 medaglia:
  - 1 argento (staffetta a Oberstdorf 2021)

### Coppa del Mondo
- Miglior piazzamento in classifica generale: 5ª nel 2021
- 2 podi (1 individuale, 1 a squadre):
  - 1 vittoria (a squadre)
  - 1 secondo posto (individuale)

#### Coppa del Mondo - vittorie
| Data            | Località    | Nazione  | Spec.                                                                   |
| --------------- | ----------- | -------- | ----------------------------------------------------------------------- |
| 5 dicembre 2021 | Lillehammer | Norvegia | 4x5 km (con Julija Belorukova, Natal'ja Neprjaeva e Veronika Stepanova) |

#### Coppa del Mondo - competizioni intermedie
- 1 podio di tappa:
  - 1 terzo posto